# صائد المحار الأسخم
صائد المحار الأسخم (الاسم العلمي: Haematopus fuliginosus) (بالإنجليزية: Sooty Oystercatcher)‏ هو نوع من الطيور يتبع جنس صائد المحار من فصيلة صائدات المحار.